# Acqua & Sapone-Caffè Mokambo 2008
Questa voce raccoglie le informazioni riguardanti l'Acqua & Sapone-Caffè Mokambo nelle competizioni ufficiali della stagione 2008.

## Stagione
La squadra ciclistica italiana Acqua & Sapone-Caffè Mokambo partecipò, nella stagione 2008, al circuito UCI Europe Tour, terminando al primo posto tra le squadre e con il capitano Stefano Garzelli secondo nella classifica individuale.

## Organico

### Staff tecnico
GM=General manager; DS=Direttore sportivo.
|  | Naz.              | Ruolo | Sportivo            |  |  |  |
|  | ----------------- | ----- | ------------------- |  |  |  |
|  | Italia (bandiera) | GM    | Palmiro Masciarelli |  |  |  |
|  | Italia (bandiera) | DS    | Bruno Cenghialta    |  |  |  |
|  | Italia (bandiera) | DS    | Franco Gini         |  |  |  |
|  | Italia (bandiera) | DS    | Lorenzo Di Lorenzo  |  |  |  |

### Rosa
|  | Naz.                   |  | Sportivo              | Anno |  |  |
|  | ---------------------- |  | --------------------- | ---- |  |  |
|  | Italia (bandiera)      |  | Dario Andriotto       | 1972 |  |  |
|  | Russia (bandiera)      |  | Aleksandr Arekeev     | 1982 |  |  |
|  | Italia (bandiera)      |  | Gabriele Balducci     | 1975 |  |  |
|  | Italia (bandiera)      |  | Stefano Cavallari     | 1978 |  |  |
|  | Italia (bandiera)      |  | Massimo Codol         | 1972 |  |  |
|  | Italia (bandiera)      |  | Francesco Di Paolo    | 1982 |  |  |
|  | Italia (bandiera)      |  | Alessandro Donati     | 1979 |  |  |
|  | Italia (bandiera)      |  | Francesco Failli      | 1983 |  |  |
|  | Italia (bandiera)      |  | Stefano Garzelli      | 1973 |  |  |
|  | Italia (bandiera)      |  | Massimiliano Gentili  | 1971 |  |  |
|  | Bielorussia (bandiera) |  | Andrėj Kunicki        | 1984 |  |  |
|  | Italia (bandiera)      |  | Ruggero Marzoli       | 1976 |  |  |
|  | Italia (bandiera)      |  | Andrea Masciarelli    | 1982 |  |  |
|  | Italia (bandiera)      |  | Francesco Masciarelli | 1986 |  |  |
|  | Italia (bandiera)      |  | Simone Masciarelli    | 1980 |  |  |
|  | Spagna (bandiera)      |  | Diego Milan Jimenez   | 1985 |  |  |
|  | Italia (bandiera)      |  | Giuseppe Palumbo      | 1975 |  |  |
|  | Italia (bandiera)      |  | Luca Paolini          | 1977 |  |  |
|  | Italia (bandiera)      |  | Luca Pierfelici       | 1983 |  |  |
|  | Italia (bandiera)      |  | Andrea Rossi          | 1979 |  |  |
|  | Bielorussia (bandiera) |  | Branislaŭ Samojlaŭ    | 1985 |  |  |

## Palmarès

### Corse a tappe
- Giro della Provincia di Reggio Calabria

1ª tappa (Gabriele Balducci)
- Settimana Ciclistica Lombarda

3ª tappa (Gabriele Balducci)
5ª tappa (Branislaŭ Samojlaŭ)
6ª tappa (Francesco Failli)
- Giro del Trentino

2ª e 4ª tappa (Stefano Garzelli)
- Vuelta Asturias

2ª e 3ª tappa (Stefano Garzelli)
- Vuelta a La Rioja

2ª tappa (Diego Milan Jimenez)
- GP Internacional Parades

2ª tappa (Diego Milan Jimenez)
- Vuelta a Burgos

1ª tappa (Andrėj Kunicki)

### Corse in linea
- Grand Prix de Wallonie (Stefano Garzelli)
- Giro del Lazio (Francesco Masciarelli)
- Coppa Placci (Luca Paolini)
- Trofeo Laigueglia (Luca Paolini)

### Campionati nazionali
- Campionati bielorussi

Cronometro (Andrėj Kunicki)

## Classifiche UCI

### UCI Europe Tour
Individuale
Piazzamenti dei corridori dell'Acqua & Sapone-Caffè Mokambo nella classifica dell'UCI Europe Tour 2008.
| Pos. | Ciclista              | Punti |
| ---- | --------------------- | ----- |
| 2    | Stefano Garzelli      | 544,2 |
| 6    | Luca Paolini          | 406,2 |
| 62   | Gabriele Balducci     | 178,4 |
| 101  | Andrėj Kunicki        | 138,2 |
| 166  | Francesco Failli      | 94,6  |
| 167  | Francesco Masciarelli | 94    |
| 207  | Massimo Codol         | 79,4  |
| 223  | Luca Pierfelici       | 74,6  |
| 304  | Branislaŭ Samojlaŭ    | 56,6  |
| 317  | Diego Milan Jimenez   | 54    |
| 342  | Andrea Masciarelli    | 50    |
| 381  | Massimiliano Gentili  | 44    |
| 424  | Aleksandr Arekeev     | 39,6  |
| 435  | Dario Andriotto       | 37    |
| 495  | Giuseppe Palumbo      | 31    |
| 614  | Alessandro Donati     | 23    |
| 1269 | Simone Masciarelli    | 23    |
| 1334 | Stefano Cavallari     | 0,4   |

Squadra
L'Acqua & Sapone-Caffè Mokambo chiuse in prima posizione con 1609,6 punti.